# Прапатти

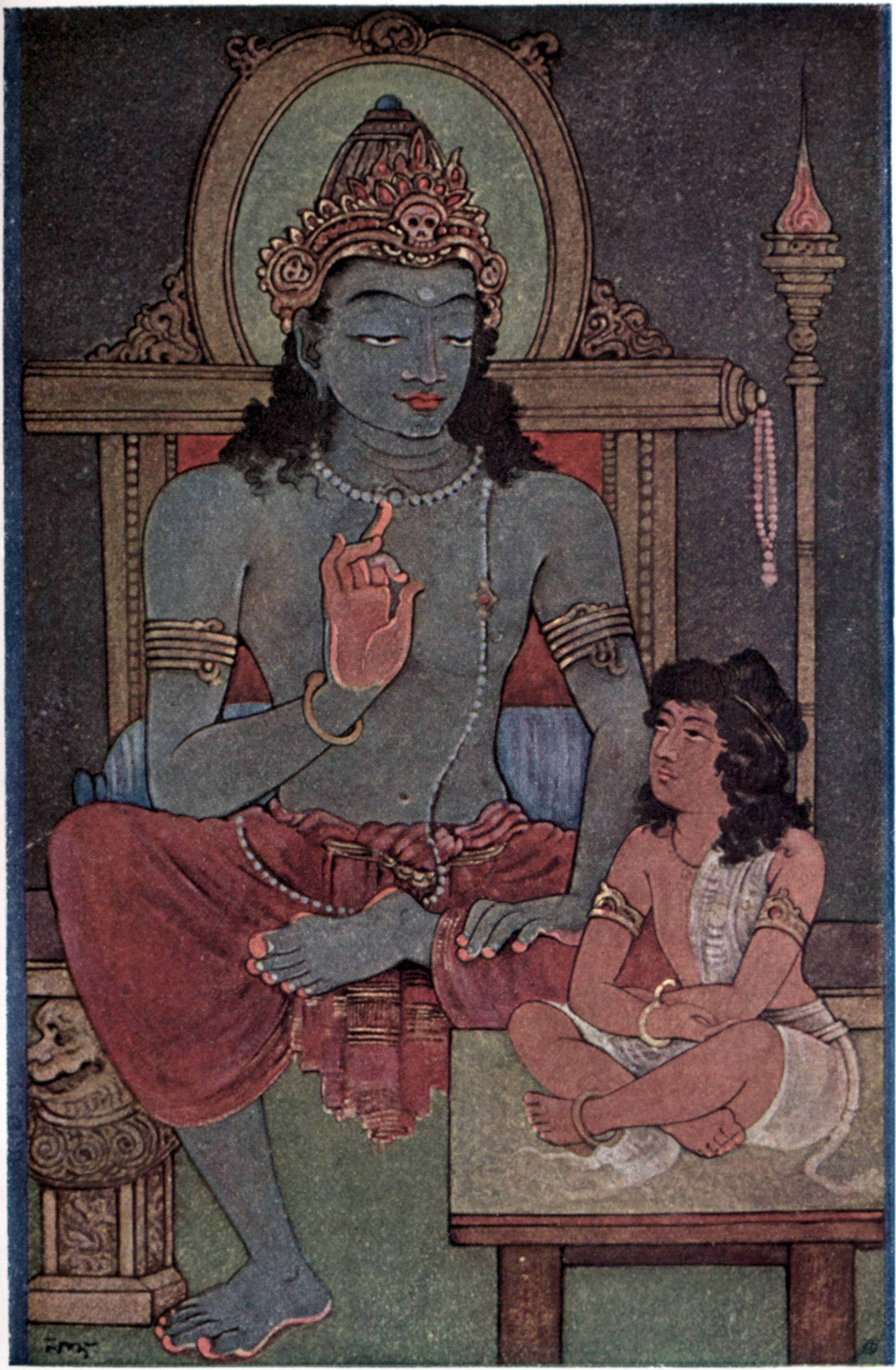
Кришна наставляет Арджуну духовным практикам (иллюстрация из книги «Мифы индусов и буддистов», 1914 год)

Прапатти (санскр. prapatti, буквально «припадание») — центральное понятие в бхакти, особенно в вайшнавизме. Представляет собой кульминацию продолжительного процесса преданности Богу и состоит из пяти действий:
- намерение подчиниться Господу;
- отказ от сопротивления воле Господа;
- вера в покровительство Господа;
- молитва Господу о своем спасении;
- сознание своей полной беспомощности.

Прапатти упоминается в главе «Совершенство отречения» Бхагават-гиты:

Оставь все пути и просто предайся Мне. Я избавлю тебя от всех последствий твоих грехов. Не бойся ничего.— Глава 18, Текст 66
В широком смысле термин прапатти используется в индуизме для обозначения религиозного самоотречения, полной самоотдачи на милость Бога, смирения и безусловного подчинения его воле. 
В одной из главных мантр вайшнавизма, двая-мантре, прапатти упоминается как средство постижения Бога:

Sriman Narayana Charanau Saranam Prapadye|
Srimate Narayanaya Namaha||
Шриман Нараяна, я ищу убежища и припадаю (предаюсь) к твоим стопам|
Я поклоняюсь богу Шриману Нараяна||
— Dwaya Manthra

Как самостоятельный путь освобождения (мокши) прапатти возник в Южной Индии во второй половине XIII века. Упоминание прапатти встречается в ранней вишишта-адвайте в сочинениях учителей Ямуначарьи и Рамануджи. Однако оба не рассматривали его как особый путь освобождения. Согласно Раманудже, прапатти является всего лишь первым необходимым шагом на пути к бхакти, которое становится возможным благодаря самоотречению со стороны последователя традиции. Наибольшее значение прапатти получила среди представителей южной школы вишишта-адвайты «тенгалаи». В отличие от северной школы вишишта-адвайты «вадагалаи» они признавала его в качестве главного средства освобождения. 

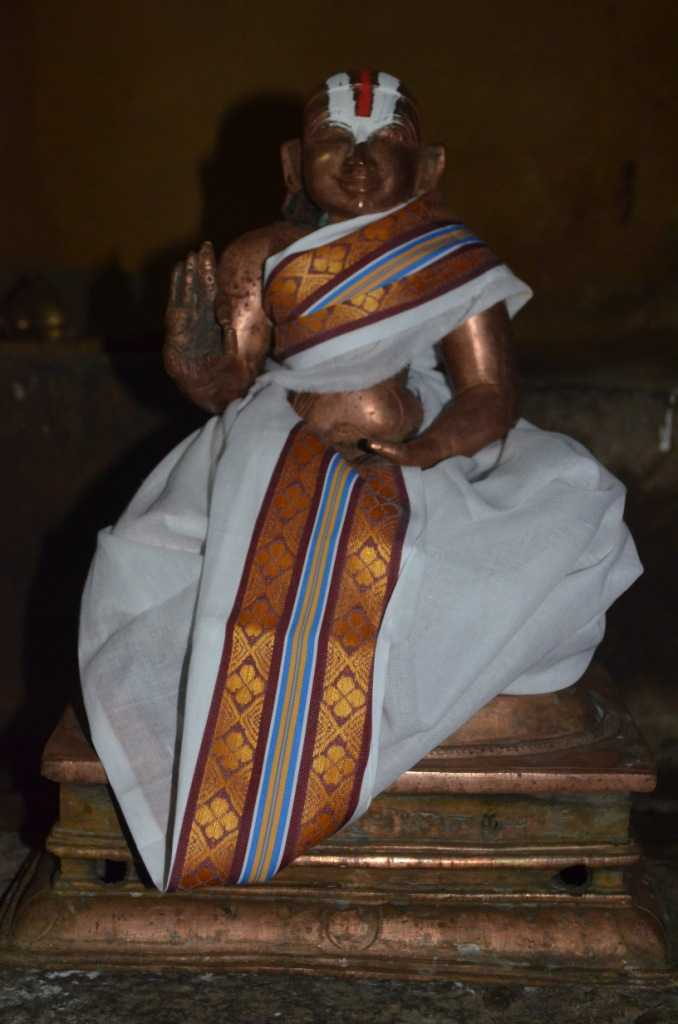
Храмовое мурти Пиллаи Локачарья, культивировавшего прапатти

В отличие от пути бхакти, предполагающего некоторые усилия со стороны вайшнава по завоеванию милости Бога, прапатти представляет собой пассивное подчинение воле Бога и упование на его божественную милость. Представители вадагалаи, описывая путь бхакти, полагали, что освобождение предполагает усилия человека, подобно тому как детеныш обезьяны сам цепляется за свою мать при любой опасности. Представители тенгалаи приводили встречный пример с кошкой, которая выносит своих котят при малейшей угрозе. Бог, по их мнению, своей милостью и попечительством оберегает людей от опасности и особенно от сансары. Эти аналогии объясняют другие названия обеих школ — соответственно, «школа обезьяны» и «школа кошки».
Взаимоотношения вайшнава с Вишну определяются в каждой из школ по-разному. В северной школе вознаграждение усилий именуется как «обусловленная милость» (сахетука-крипа), а в южной школе как «безусловная милость» (нирхетука-крипа). Согласно главе южной школы Пиллаи Локачарье, прапатти может быть непосредственным (авъявахита) и опосредованным (вьявахита). В первом случае вайшнав полностью и безоговорочно уповает на Бога. Основанием прапатти является вера в то, что как только была осознана природа своего отношения с Богом, тот сам приведет преданного к себе. Во втором случае вайшнав осуществляет постоянную медитацию на Бога путём культивации любви к нему, исполняя все обязанности и следуя религиозным предписаниям. Первый вид прапатти рассматривается Пиллаи Локачарьей как высший. В сравнении с путем бхакти, требующим от человека наибольшего приложения усилий и концентрации на почитании Вишну, путь прапатти обладает привлекательностью. Он требует «только» безусловного самоотречения и упования на Бога. Таким образом, прапатти является самым доступным средством освобождения для всех людей, независимо от их социального положения, образования, возраста, пола и даже кармы.